# Ducado de Florencia
El Ducado de Florencia (en italiano: Ducato di Firenze) fue un estado fundado en 1532 con el nombramiento por parte del Papa Clemente VII de "Duque de Florencia" a su hijo, Alejandro de Medici. De esta manera la República de Florencia desapareció de la mano de la familia Médici. Esto se produjo tras el Tratado de Barcelona (1529) y de la derrota de la República florentina en el Sitio de Florencia (1529-1530) y la Batalla de Gavinana.
En 1537, tras el asesinato de Alejandro de Médici por orden de Lorenzino de Médici, primo lejano del duque, ninguna de las familias más importantes estaba en condiciones de pretender el puesto de los Médici ya que supondría oponerse al emperador Carlos V, del Sacro Imperio Romano Germánico. En ese momento, apareció Cosme I de Médici, con sólo 17 años.
Apenas fue investido emitió un decreto en el que excluía a Lorenzino y a sus descendientes de cualquier derecho de sucesión, desautorizó al Consejo y asumió la autoridad absoluta de manera tiránica, causando el exilio voluntario de varios notables de la ciudad. Estos, con el apoyo de Francia, intentaron derrocarlo pero fracasaron en la Batalla de Montemurlo el 2 de agosto. Después de este golpe de autoridad en la región, Cosme fue reconocido como Duque por el Emperador Carlos V a cambio de su ayuda contra los franceses.
Este hecho le permitió llevar a cabo la expansión de Florencia, conquistando la República de Siena, luego de la Batalla de Marciano en 1554 y controlar la mayor parte de la Toscana. Aunque tuvo que ceder al Imperio español los Presidios.
Sin embargo, Cosme no se resignaba a ser un vasallo del Emperador y buscaba mayor independencia política. De esta manera, treinta y seis años después de establecerse el estado, en 1569, el Papa Pío V elevó a Cosme de Medici como Gran Duque de Toscana, poniendo fin al Ducado de Florencia, y en lo sucesivo el gran duque fue coronado por el Papa en Roma. Por considerar que el derecho a establecer un Gran Ducado estaba reservado al Emperador, España y Austria se negaron a reconocerlo, mientras Francia e Inglaterra aguardaron para validarlo finalmente; con el paso del tiempo, todos los estados europeos acabaron por reconocerlo. Los Medici continuaron gobernando hasta 1737. Cuando falleció sin descendientes Juan Gastón de Médici y le sucedió Francisco I del Sacro Imperio Romano Germánico.

### Literatura
En 1531 se publicó de manera póstuma El Príncipe en Roma, obra del florentino Nicolás Maquiavelo.